# Диалектическое противоречие
Диалекти́ческое противоре́чие — философское понятие, применяемое в диалектике Гегеля, Канта и диалектическом материализме.

## Противоречие в диалектике Гегеля
Противоречие рассматривалось в учении Гегеля как движущий принцип всякого развития и как центральный пункт всей его философии. На этом основании он противопоставлял формальной логике Аристотеля свою диалектическую логику.
Подвергнув критике точку зрения, что противоречия являются логической ошибкой и свойственны только ограниченному мышлению, он показал их всеобщий и объективный характер: «Нет предмета, в котором нельзя было бы найти противоречия, то есть противоположных определений, так как не противоречащий себе предмет есть чистое отвлечение рассудка, насильственно удерживающего одну из двух определенностей и старающегося затемнить и устранить сознание другой определенности, содержащейся в первой».
Диалектическое противоречие, по его мнению, является источником развития. Противоречие Гегель называл корнем всякого движения и жизненности. Нечто, подчёркивал он, движется, обладает импульсом и деятельностью, «лишь поскольку… имеет в самом себе противоречие». Хотя сам он не был до конца последователен и пришёл к выводу о необходимости примирения, нейтрализации противоречия, что означало, по словам Маркса, его капитуляцию перед действительностью.

## Противоречие в диалектическом материализме
В диалектическом материализме под диалектическим противоречием понимается наличие в объекте противоположных, взаимоисключающих сторон, свойств, моментов, тенденций, которые, в то же время, предполагают друг друга и в составе данного объекта существуют лишь во взаимной связи, в единстве.
Диалектическая противоположность — это только сторона противоречия. Диалектическое противоречие отражает двойственное отношение внутри целого: единство противоположностей и их «борьбу».
Противоположности могут приходить в столкновение лишь постольку, поскольку они находятся в связи, образуя целое, в котором один момент так же необходим, как и другой. Самым простым примером служит древнекитайский пример: мужчина и женщина в их половых отношениях.
Развитие объективного мира есть раздвоение единого на противоположности, «борьба» между ними и разрешение противоречий на новых этапах. При этом единство противоположностей, выражая устойчивость объекта, оказывается относительным, преходящим, внешним, а борьба противоположностей — абсолютна, что служит выражением бесконечности процесса развития.
Диалектическое противоречие, столкновение, борьба противоположностей является наиболее общей и самой глубокой движущей силой развития. Характер противоречия зависит от специфики противоположных сторон, а также от тех условий, в которых развертывается их борьба.
Различают следующие противоречия:
- Внутренние противоречия — это взаимодействие противоположных сторон внутри данного объекта, например, внутри данного вида животных (внутривидовая борьба). Процесс развития объекта характеризуется не только развёртыванием внутренних противоречий, но и постоянным взаимодействием его с внешними условиями, со средой.
- Внешние противоречия — это взаимодействие противоположностей, относящихся к разным объектам, например между обществом и природой, организмом и средой и т. п.
- Антагонистические противоречия — это взаимодействие между непримиримо враждебными социальными группами и силами. Термин «антагонизм» распространён в биологии и медицине: антагонизм ядов, лекарств, микробов, антагонизм мышц, зубов и т. п. Математики рассматривают антагонизм как такую противоположность интересов (имеется в виду теория игр), при которой выигрыш одной стороны равен проигрышу другой, то есть равенство по величине и противоположность по знаку. В своём чистом виде антагонизм проявляется редко — в ситуации рыночной конкуренции, войны, революции, спортивных состязаниях и т. п.

Диалектические противоречия можно проиллюстрировать примерами и в природе, и в обществе. С момента возникновения какого-либо объекта и до его превращения в другой объект в нём действуют специфические противоречия: притяжение и отталкивание в форме приближения и удаления масс, положительные и отрицательные электрические заряды, химическое соединение и разложение, ассимиляция и диссимиляция в организмах, возбуждение и торможение нервного процесса, общественное сотрудничество и борьба.
Во внутривидовых и межвидовых отношениях противоречия выступают в форме конкурентной борьбы между особями одного вида, если они ограничены в жизненных условиях, и особенно в форме межвидовой борьбы. Результатом действия противоречий между организмом и средой, в том числе и другими организмами, и формой разрешения противоречия является естественный отбор.
В общественных явлениях возникают совершенно другие типы противоречий и формы их разрешения: между обществом и природой, производством и потребностями людей, между различными партиями, между государствами, между старым и новым во всех их проявлениях. Общественные противоречия могут иметь либо антагонистический, либо неантагонистический характер.
Объективная противоречивость бытия и мышления находит своё выражение в противоречивости процесса познания человеком действительности. Уже сам по себе факт констатации противоречий в науке представляет собой выявление и постановку проблемы, что имеет огромное значение для развития познания.

## Критика концепции диалектического противоречия
Аргументированную критику диалектики гегелевского типа даёт К. Поппер в статье «Что такое диалектика?». К.Поппер отмечает, что в диалектике неправильно употребляются логические термины, а понятие «противоречие» имеет определённое логическое значение, отличное от диалектического. Менее обманчивыми были бы термины «конфликт», «противоположная тенденция» или «противоположный интерес».